# Đại học Stanford

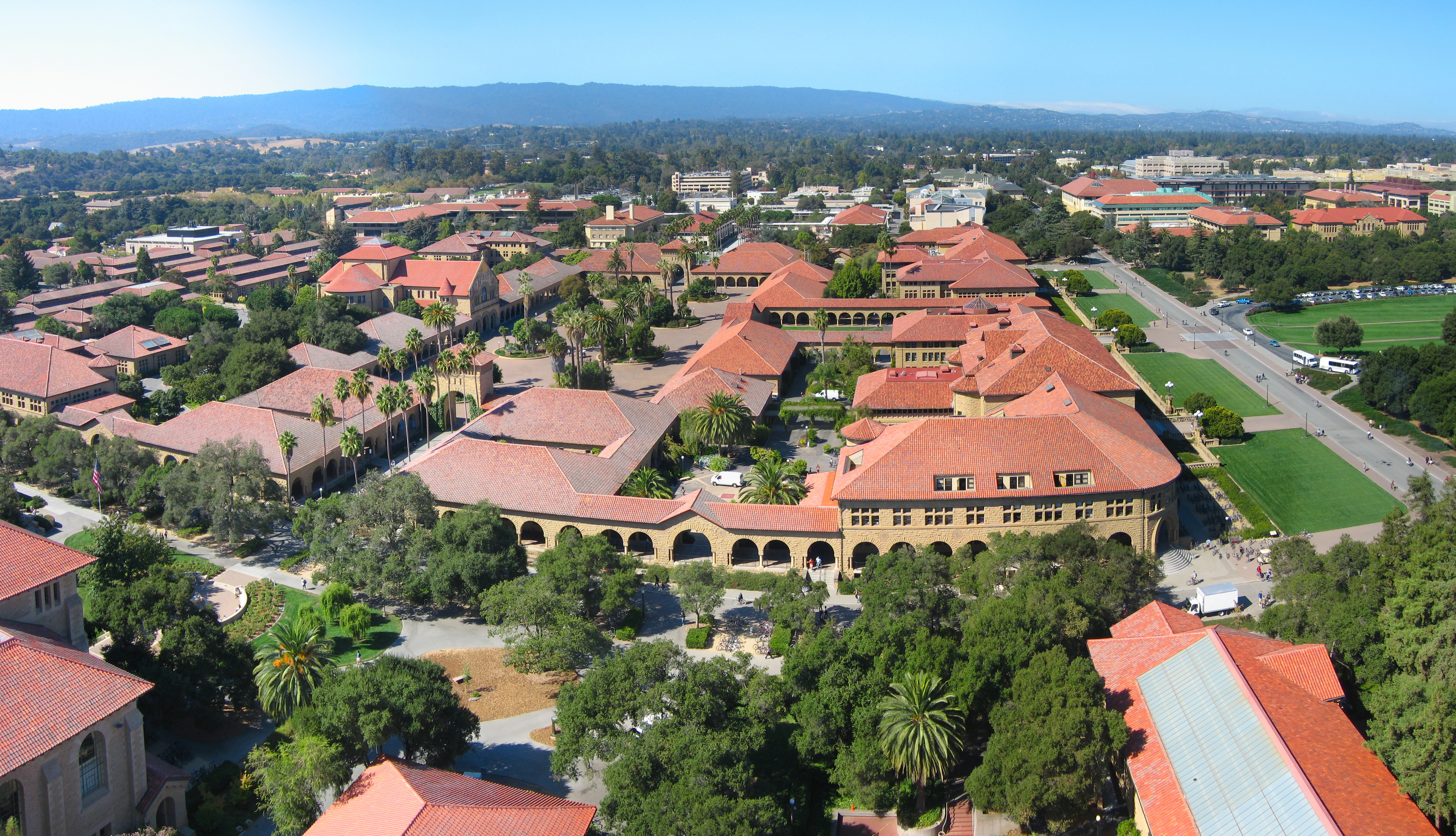
Sân chính (Main Quad) và vùng chung quanh, nhìn từ Tháp Hoover

Viện Đại học Leland Stanford Junior, thường được gọi là Viện Đại học Stanford hay chỉ Stanford, là viện đại học tư thục thuộc khu vực thống kê Stanford, California (Hoa Kỳ). Stanford được biết đến với sức mạnh học tập, sự giàu có, gần gũi với Thung lũng Silicon và được xếp hạng là một trong những trường đại học hàng đầu thế giới. Khuôn viên chính của viện đại học này rộng rãi và đẹp đẽ, nằm cách San Francisco 60 kilômét về phía đông nam, nó ở phần chưa được sáp nhập của Quận Santa Clara bên cạnh thị trấn Palo Alto, và nằm ở trung tâm Thung lũng Silicon cả về vị trí địa lý và lịch sử. Là viện đại học có diện tích lớn thứ hai trên thế giới, Viện Đại học Stanford có chương trình đầy đủ cho sinh viên đại học cũng như sinh viên sau đại học, cùng với một trung tâm y khoa nổi tiếng và nhiều trung tâm nghiên cứu và dự án phục vụ. Cùng với Viện Đại học Harvard, Viện Đại học Yale và Viện Đại học Princeton, Viện Đại học Stanford nằm trong nhóm những viện đại học tốt nhất của Hoa Kỳ.

## Lịch sử

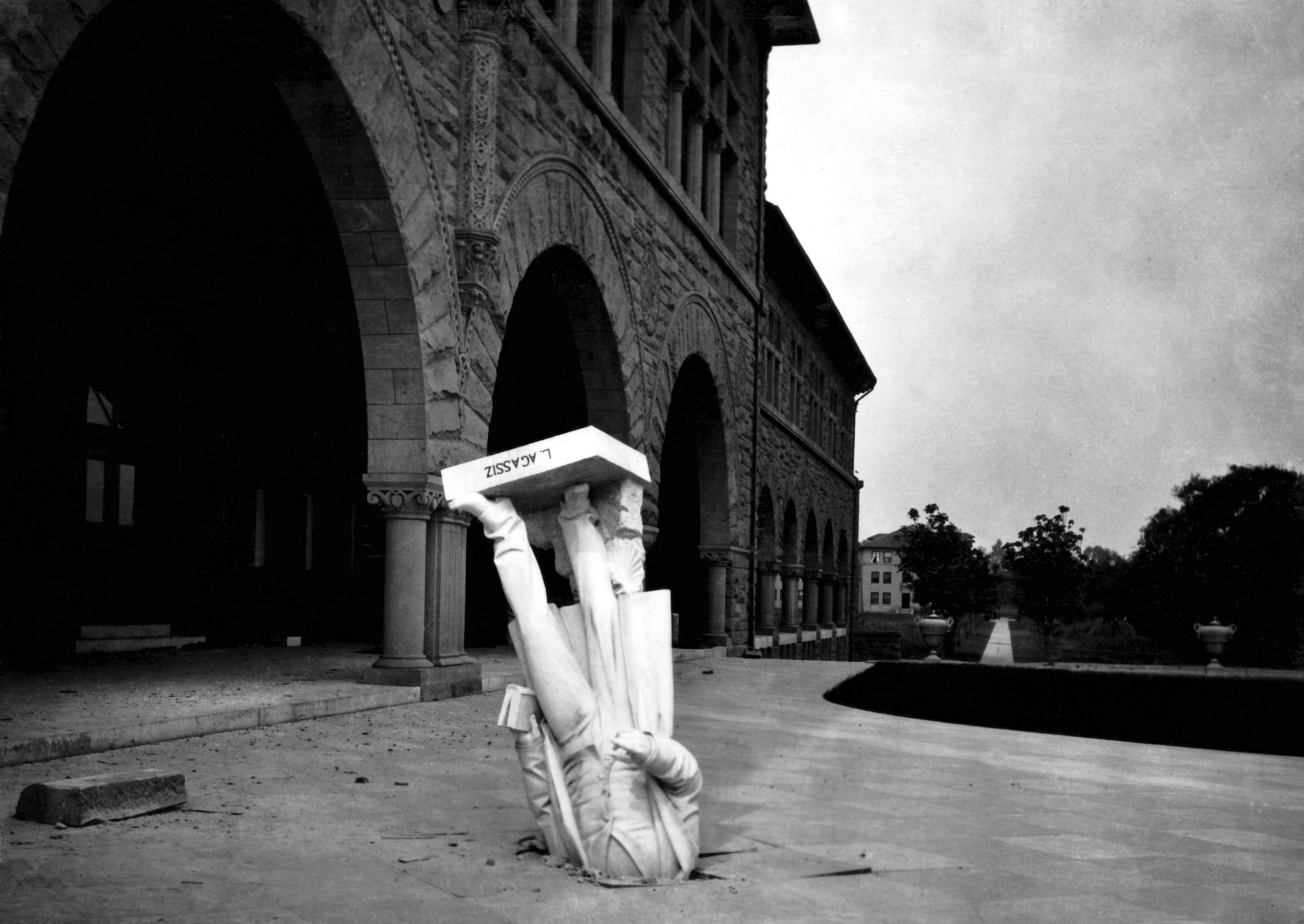
Nhiều phần của Stanford bị phá trong động đất San Francisco 1906, bao gồm Nhà thờ Kỷ niệm, cũng như tượng này của Louis Agassiz.

Viện Đại học Stanford được thành lập bởi Leland Stanford, trùm tư bản về đường xe lửa và Thống đốc California, và vợ ông, Jane Stanford. Viện đại học được đặt theo tên người con duy nhất của hai vợ chồng, Leland Stanford, Jr., anh chết do bệnh thương hàn khi còn trẻ. Những người dân địa phương và các thành viên của viện đại học thường gọi trường là The Farm ("Trại"), vì trường nằm tại địa điểm đã từng là trại nuôi ngựa của Leland Stanford.
Giấy phép thành lập Viện Đại học Stanford được viết ngày 11 tháng 11 năm 1885 và được chấp nhận bởi Ban Quản trị đầu tiên ngày 14 tháng 11. Viên đá móng được đặt xuống ngày 14 tháng 5 năm 1887, và trường mở cửa chính thức ngày 1 tháng 10 năm 1891 đón 559 sinh viên. Học phí được miễn. Có 15 giáo sư, trong đó bảy giáo sư đến từ Đại học Cornell. Trường được thành lập với danh nghĩa cơ sở đào tạo hỗn hợp cho cả nam và nữ, nhưng trong nhiều năm, họ vẫn hạn chế số sinh viên nữ nhập học.
Khẩu hiệu chính thức của Viện Đại học Stanford, do gia đình Stanford lựa chọn, là Die Luft der Freiheit weht. Dịch từ tiếng Đức, câu nói này của Ulrich von Hutten có nghĩa "Ngọn gió của tự do thổi qua." Vào lúc viện đại học được thành lập, tiếng Đức vừa mới thay thế tiếng Latinh trong vai trò ngôn ngữ chính của khoa học và triết học (và nó giữ vị trí đó cho đến Chiến tranh thế giới thứ hai).

## Khuôn viên

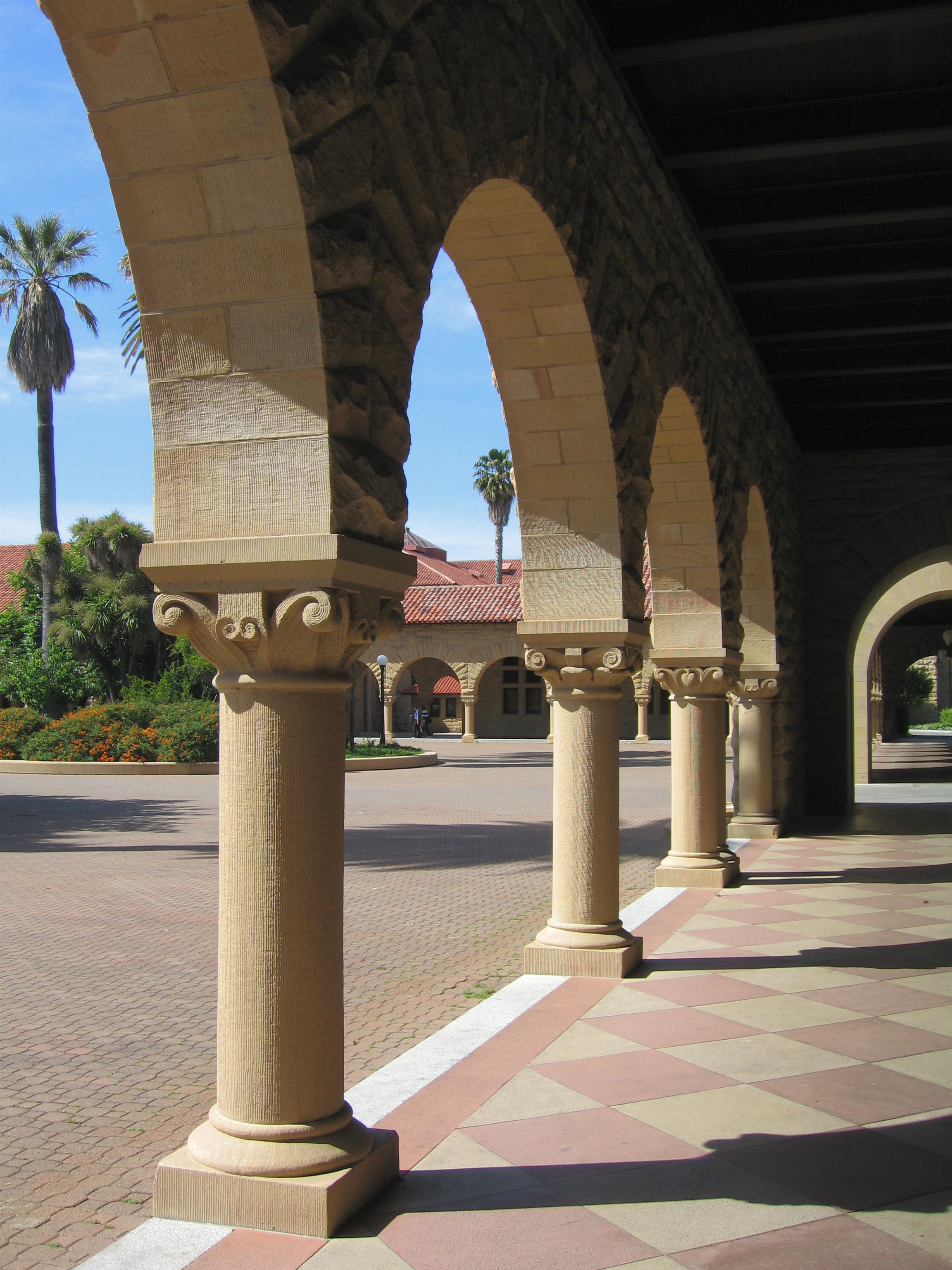
Sân trong (Inner Quad), đối diện với Nhà thờ Kỷ niệm

Vào mùa hè năm 1886, khi đang đặt kế hoạch cho khu trường sở, ông Stanford mang chủ tịch Học viện Công nghệ Massachusetts, Francis Amasa Walker, và Frederick Law Olmsted, kiến trúc sư người Boston nổi tiếng về phong cảnh, về miền tây để bàn bạc. Olmsted đặt khái niệm chung về khu trường sở và các kiến trúc, bác bỏ vị trí vào sườn đồi để xây trên đất bằng phẳng thiết thực hơn. Sau đó Charles Allerton Coolidge phát triển khái niệm này theo kiểu của người dậy nghề, Henry Hobson Richardson, đó là trường phái Richardsonian Romanesque, biểu thị kiến trúc hình chữ nhật xây bằng đá và được nối bằng những lối có mái vòm bán nguyệt. Khuôn viên đầu tiên cũng được xây theo kiểu thuộc địa Tây Ban Nha thường có ở California được gọi Mission Revival. Các mái ngói đỏ và công trình nề bằng sa thạch chắc có bề ngoài khác biệt của Ca Li và phần nhiều của những công trình xây về sau giữ mặt ngoài như vậy. Các mái nói đỏ và trời xanh của miền này là sự phối hơp đẹp nổi tiếng.
Phần lớn của những công trình đầu tiên bị động đất San Francisco 1906 tàn phá nhưng đại học này vẫn còn Sân chính, Nhà Hóa học cũ, và Nhà Encina (được cho là nơi cư trú của John Steinbeck trong thời ở Stanford). Sau khi động đất Loma Prieta phá thêm vào năm 1989, Đại học thực hiện dự án có vốn bằng tỷ đô la để trang bị và sửa sang những công trình cũ để sử dụng kiểu mới.
Khu dự trữ sinh quyển luống Jasper (Jasper Ridge Biological Preserve) ở ngoài viện đại học là khu vực cấm săn do viện đại học này làm chủ và được các nhà sinh học nghiên cứu ở đấy. Trạm Hàng hải Hopkins (Hopkins Marine Station) tại Pacific Grove, California, là trung tâm nghiên cứu về sinh học biển của đại học từ năm 1892. Đại học cũng có sân golf riêng và hồ từng mùa (Lagunita, thực sự chứa đựng nước để tưới cỏ), hai nơi này có cá cóc California Tiger Salamander nguy cấp.